# Jüdischer Friedhof Rexingen

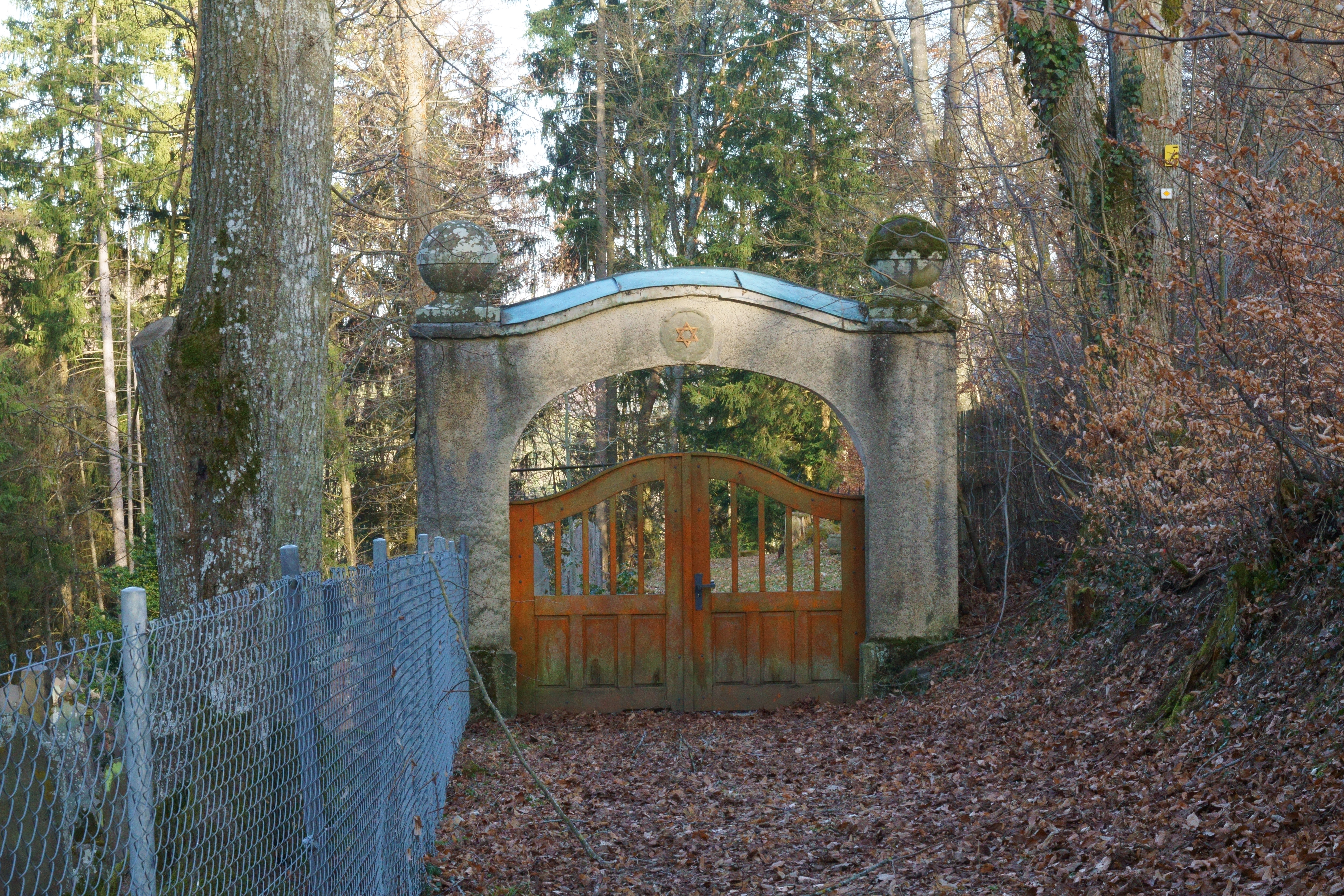
Eingang des jüdischen Friedhofs in Rexingen

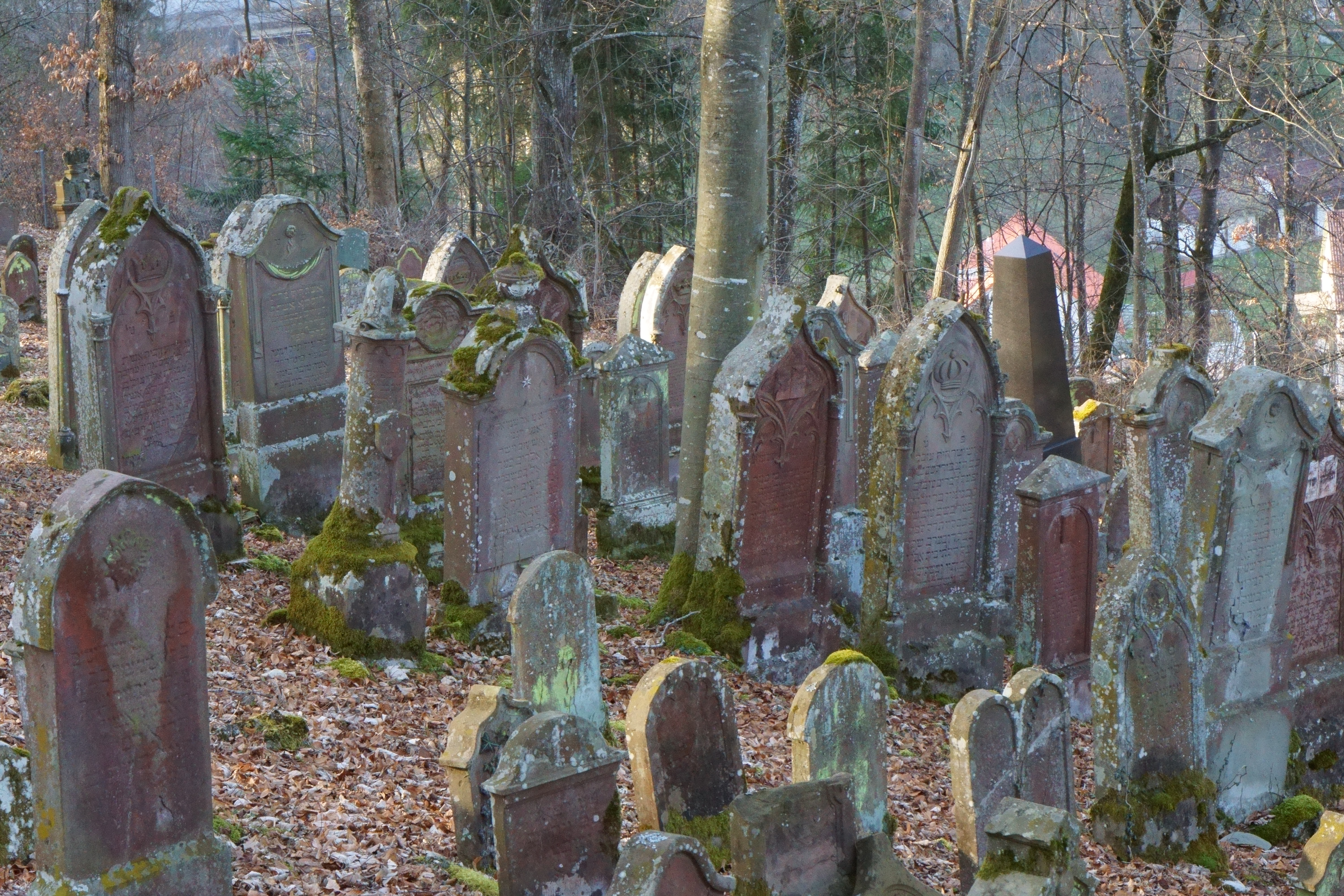
Jüdischer Friedhof in Rexingen

Der Jüdische Friedhof Rexingen ist ein jüdischer Friedhof in Rexingen, einem Stadtteil von Horb am Neckar im Landkreis Freudenstadt im nördlichen Baden-Württemberg. Er ist ein geschütztes Kulturdenkmal.
Die jüdische Gemeinde Rexingen hatte ihre Toten vor der Errichtung des eigenen Friedhofs auf dem jüdischen Friedhof Mühringen beigesetzt. Zwischen 1760 und 1770 wurde ein jüdischer Friedhof angelegt, der 64,09 Ar groß ist. Heute sind noch 936 Grabsteine vorhanden, der älteste Stein stammt von 1765. Der in einem Waldgebiet am südwestlichen Ortsrand an der Kapfstraße gelegene Friedhof ist eingezäunt und durch ein Tor verschlossen.  
Auf dem Friedhof befindet sich ein Kriegerdenkmal für die jüdischen Gefallenen des Ersten Weltkriegs. 
Im Jahr 1947 wurde ein Denkmal für die jüdischen Opfer der Zeit des Nationalsozialismus aufgestellt. 

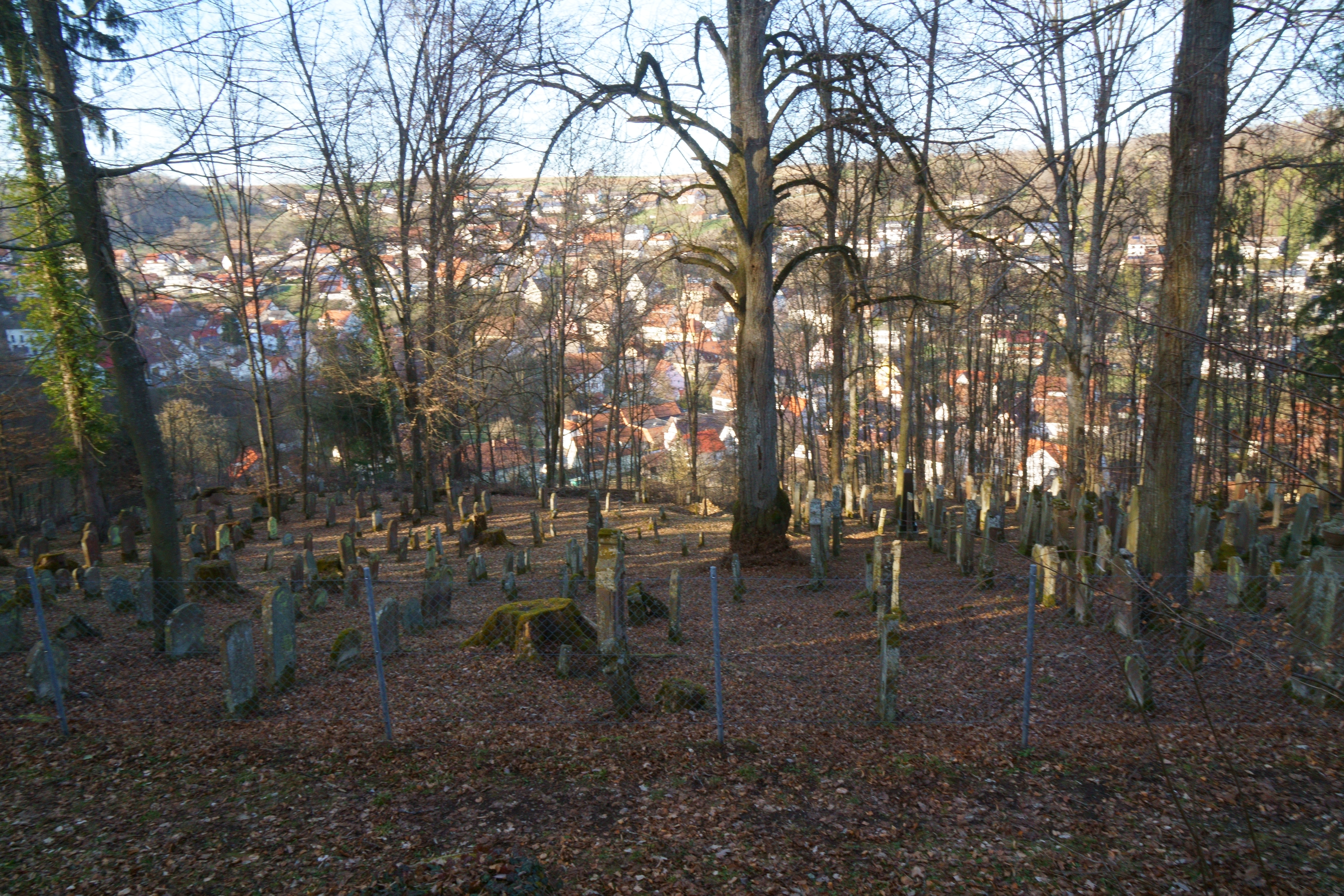
Der jüdische Friedhof, durch die Bäume Blick auf Rexingen
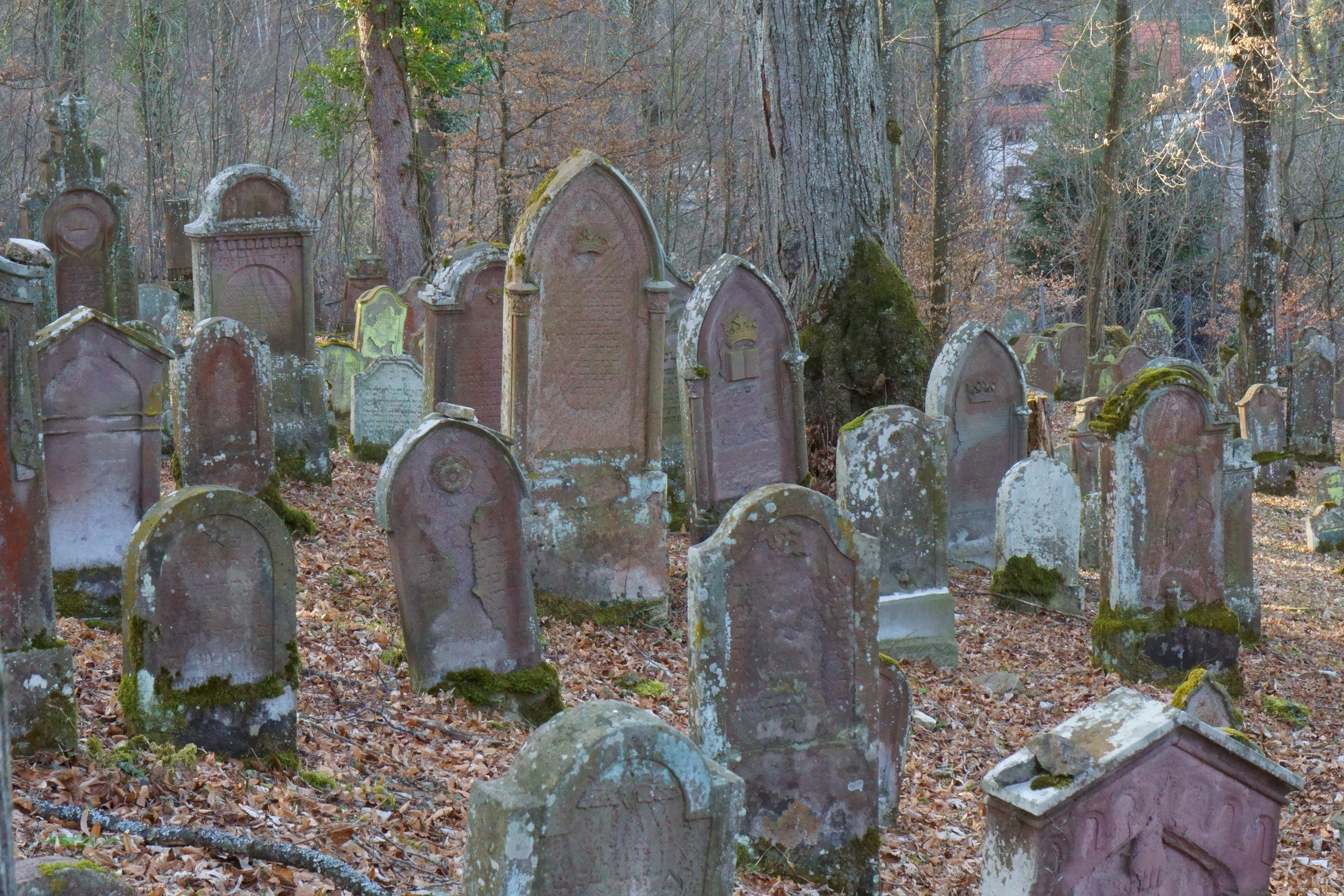
Grabsteine
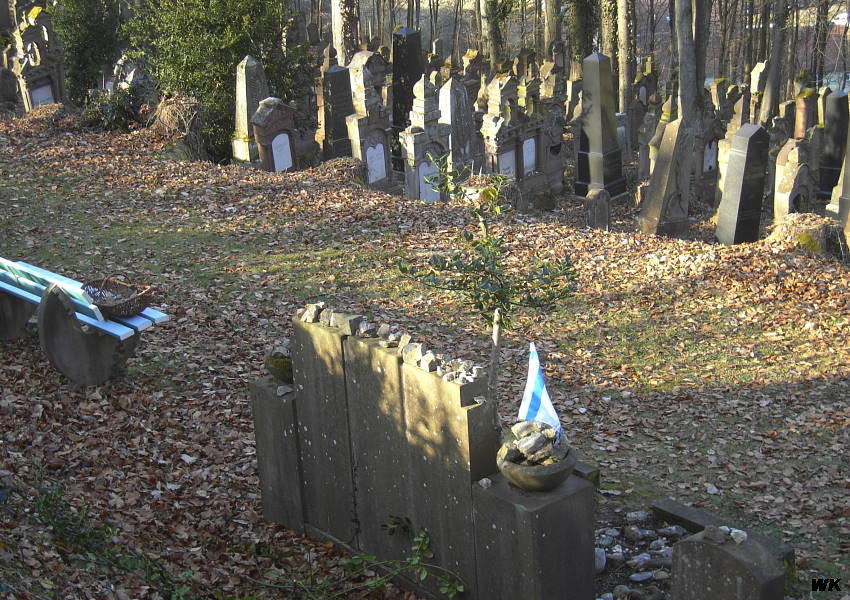
Gedenksteine
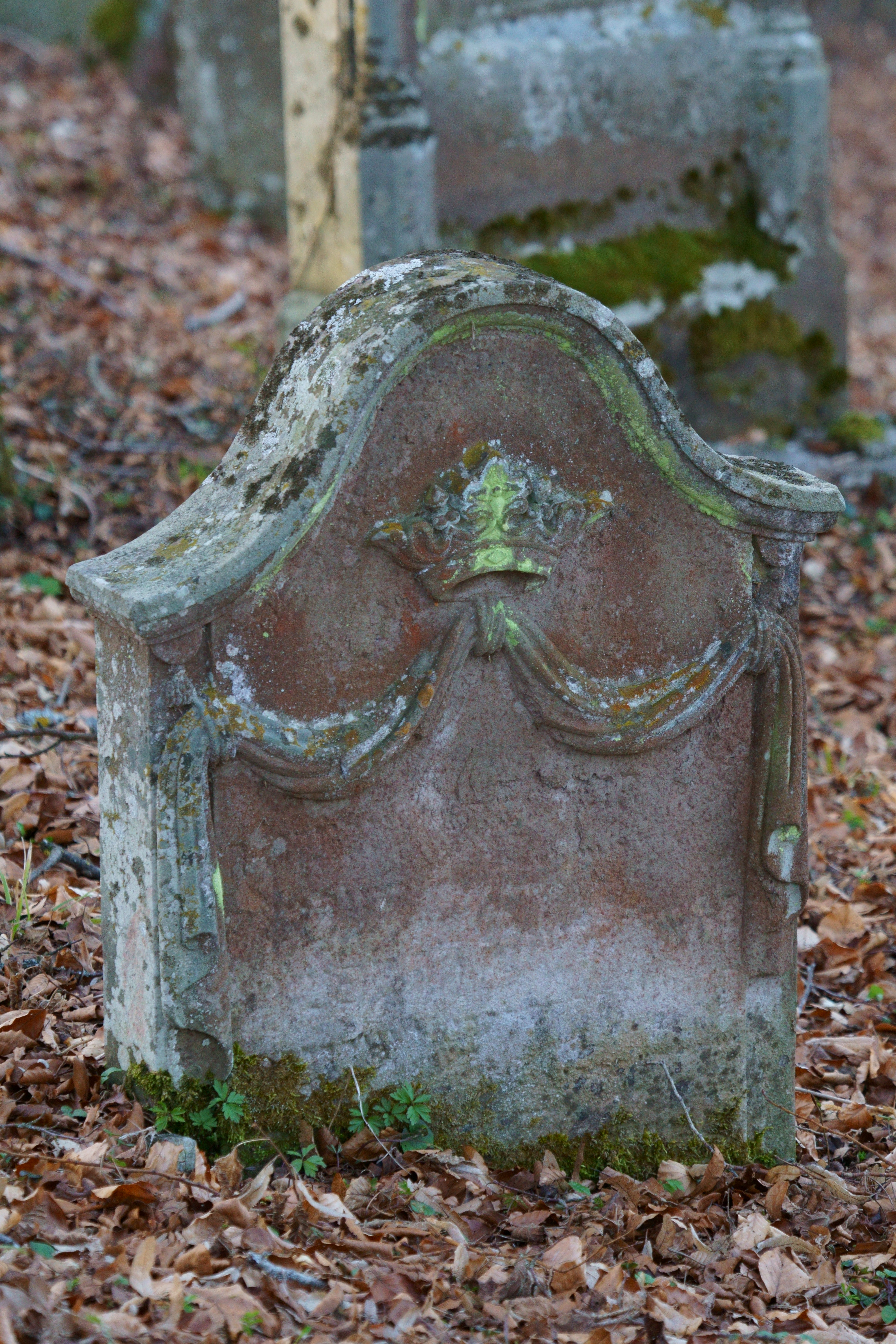
Grabstein